# Aeropuerto Internacional de Daegu
El Aeropuerto Internacional de Daegu (IATA:TAE, ICAO:RKTN) es uno de los más importantes de Corea del Sur. Opera con vuelos de cabotaje y varios vuelos internacionales con destinos como China, Japón, Vietnam, Taiwán, Filipinas, Rusia, entre otros. Alrededor de 8 millones de pasajeros lo transitaron en 2008.

## Aerolíneas y destinos

### Destinos nacionales
| Ciudad | Nombre del aeropuerto             | Aerolíneas                 |
| ------ | --------------------------------- | -------------------------- |
| Jeju   | Aeropuerto Internacional de Jeju  | Asiana Airlines Korean Air |
| Seúl   | Aeropuerto Internacional de Gimpo | Asiana Airlines Korean Air |

### Destinos internacionales
| Ciudades por países | Nombre del aeropuerto                    | Aerolíneas                                     |      |      |      |
| Asia                | Asia                                     | Asia                                           | Asia | Asia | Asia |
| ------------------- | ---------------------------------------- | ---------------------------------------------- | ---- | ---- | ---- |
| China               |                                          |                                                |      |      |      |
| Pekín               | Aeropuerto Internacional de Pekín        | Air China                                      |      |      |      |
| Shanghái            | Aeropuerto Internacional de Pudong       | China Eastern Airlines China Southern Airlines |      |      |      |
| Hong Kong           |                                          |                                                |      |      |      |
| Hong Kong           | Aeropuerto Internacional de Hong Kong    | China Southern Airlines                        |      |      |      |
| Filipinas           |                                          |                                                |      |      |      |
| Manila              | Aeropuerto Internacional Ninoy Aquino    | Korean Air                                     |      |      |      |
| Vietnam             |                                          |                                                |      |      |      |
| Ciudad Ho Chi Minh  | Aeropuerto Internacional de Tan Son Nhat | Korean Air Vietnam Airlines                    |      |      |      |